# The Classics
The Classics waren eine niederländische Popband, die in den 1970er Jahren auch einige internationale Erfolge erzielte.

## Geschichte
1967 gegründet, hatte die Gruppe im Jahr 1972 mit My Lady of Spain ihren ersten großen Erfolg, der sie auch über die Grenzen der Niederlande hinaus bekannt machte. Eine deutsche Version des Titels erschien 1973 von Michael Holm.
Ein nächster internationaler Erfolg war 1974 Yellow Sun of Ecuador, der auch in Deutschland in die Charts kam (Platz 38). Weitere erfolgreiche Titel waren unter anderem Papa Peppone (1975) und Wings of an Eagle (1978).
Die Stammbesetzung der Gruppe bestand aus Ber Kwaspen (Schlagzeug), Harry Broens (Gesang, Gitarre, Flöte), Jo Hoofwijk (Bass) und Rolph Broens (Gesang). Im Laufe der Jahre gab es zahlreiche andere Musiker, die zeitweise die Band verstärkten.
Der Klang der Band ist zwar nahezu identisch mit dem der meisten Palingsound-Bands, fällt jedoch nicht darunter, da die Band nicht aus Volendam, sondern aus Limburg stammt.
Für Bands aus Limburg mit Palingsound-ähnlichem Klang benutzt man den Begriff „Vlaaiensound“.
1990 lösten sich The Classics auf.
2010 hat sich die Band wieder neu formiert. Die Classics Revival Band besteht aus:
- Harrie Broens – Gesang, Gitarre
- Rolph Broens – Orgel, Gitarre, Gesang
- Erik Jeurninck – Bass, Gesang
- Edward Venbrucx – Schlagzeug

## Diskografie

### Studioalben
| Jahr | Titel Musiklabel                                    | Höchstplatzierung, Gesamtwochen, AuszeichnungChartplatzierungen (Jahr, Titel, Musiklabel, Platzierungen, Wochen, Auszeichnungen, Anmerkungen) | Höchstplatzierung, Gesamtwochen, AuszeichnungChartplatzierungen (Jahr, Titel, Musiklabel, Platzierungen, Wochen, Auszeichnungen, Anmerkungen) | Anmerkungen                       |
| Jahr | Titel Musiklabel                                    | DE | NL | Anmerkungen                       |
| ---- | --------------------------------------------------- | --- | --- | --------------------------------- |
| 1976 | Sunshine Baby (And Other Sunny Songs) Killroy 14908 | DE—DE | NL12 (5 Wo.)NL | Erstveröffentlichung: August 1976 |

weitere Alben
- 1974: Yellow Sun of Equador
- 1975: Papa Peppone
- 1982: Sweet Love to You
- 1987: Classics Jubilate 20

### Kompilationen
- 1976: Greatest Hits (2 LPs)
- 1977: Ten Years Classics
- 1977: Greatest Hits
- 1978: Yellow Sun of Equador and Other Topsongs
- 1990: The Best Of
- 2003: De Allerbeste van The Classics
- 2003: The Classics
- 2010: Greatest Hits (2 CDs)
- 2017: The Classics Forever (VÖ: 14. Juli) (2 CDs)

### Singles
| Jahr | Titel Album                                         | Höchstplatzierung, Gesamtwochen, AuszeichnungChartplatzierungen (Jahr, Titel, Album, Platzierungen, Wochen, Auszeichnungen, Anmerkungen) | Höchstplatzierung, Gesamtwochen, AuszeichnungChartplatzierungen (Jahr, Titel, Album, Platzierungen, Wochen, Auszeichnungen, Anmerkungen) | Anmerkungen                          |
| Jahr | Titel Album                                         | DE | NL | Anmerkungen                          |
| ---- | --------------------------------------------------- | --- | --- | ------------------------------------ |
| 1972 | My Lady of Spain Yellow Sun of Equador              | DE—DE | NL21 (11 Wo.)NL | Erstveröffentlichung: Mai 1972       |
| 1974 | Gimme That Horse Yellow Sun of Equador              | DE—DE | NL18 (7 Wo.)NL | Erstveröffentlichung: März 1974      |
| 1974 | Yellow Sun of Ecuador Yellow Sun of Equador         | DE38 (5 Wo.)DE | NL5 (10 Wo.)NL | Erstveröffentlichung: Oktober 1974   |
| 1975 | Papa Peppone                                        | DE—DE | NL24 (5 Wo.)NL | Erstveröffentlichung: Februar 1975   |
| 1975 | My Song Is Like a Lovesong Papa Peppone             | DE—DE | NL30 (3 Wo.)NL | Erstveröffentlichung: Juni 1975      |
| 1975 | Russian Lady Greatest Hits                          | DE—DE | NL14 (7 Wo.)NL | Erstveröffentlichung: September 1975 |
| 1976 | Sunshine Baby Sunshine Baby (And Other Sunny Songs) | DE—DE | NL10 (10 Wo.)NL | Erstveröffentlichung: Juni 1976      |
| 1976 | Wings of an Eagle Greatest Hits                     | DE—DE | NL15 (8 Wo.)NL | Erstveröffentlichung: September 1976 |

weitere Singles
- 1968: I Only Want to Be with You
- 1972: Moonlight & Stars
- 1973: Hey, What’s Your Name?
- 1974: If My Heart Was Your Heart
- 1975: Yellow Sun of Ecuador (mit Harrie Broens)
- 1976: Sodom and Gomorra
- 1976: It’s Christmas My Darling
- 1977: Emmylou
- 1977: Looking in the Eyes of Melanie
- 1977: Vaan Eysde tot de Mokerhei (mit The Walkers und Rainbow)
- 1978: She Did It for Her Daddy
- 1979: Ashes and Diamonds